# جبل الشيخ مرزوق
جبل الشيخ مرزوق يقع جبل الشيخ مرزوق (العبرية: הר גיורא) جنوب غرب القدس، في فلسطين المحتلة، وقرب قرية رأس أبو عمار المهجّرة عند ملتقى وادي الصرار ويرتفع عن سطح البحر 752م.